# آدم سويفت
آدم سويفت (بالإنجليزية: Adam Swift)‏ هو فيلسوف بريطاني، ولد في 1961.